# 조충국
조충국(趙充國, 기원전 137년 ~ 기원전 52년)은 전한 중기 ~ 후기의 군인으로, 자는 옹손(翁孫)이며 농서군 상규현(上邽縣) 사람이다. 선조 조중황은 문제·경제 때 소부를 지냈다.

## 생애
본래 기병 출신으로, 기사(騎射)에 능하여 우림에 편입되었다. 병법을 익혔고, 여러 이민족들에 대해 잘 알았다.
무제 때 이사장군(貳師將軍) 이광리의 가사마(假司馬)가 되어 흉노 정벌에 종군하였는데, 흉노의 포위를 받은 조충국은 백여 명의 무리를 이끌고 이를 돌파하였다. 이때 스무 군데에 상처를 입으니 이광리가 무제에게 이를 보고하였고, 무제는 조충국을 불러들여 직접 상처를 보고는 탄식하였다. 곧 조충국은 중랑(中郞)에 임명되었고, 거기장군의 장사가 되었다.
소제 때, 무도의 저가 반란을 일으켰다. 조충국은 대장군 곽광의 호군도위가 되어 이를 진압하였고, 중랑장(中郞將)이 되어 상곡에 주둔하였다. 원봉 원년(기원전 80년)에 수형도위에 임명되었고, 흉노를 쳐 서기왕(西祁王)을 사로잡아 원평 원년(기원전 74년)에 후장군을 겸임하였다.
이후 선제 즉위에 힘쓴 공로를 인정받아 영평후(營平侯)에 봉해졌다. 본시 2년(기원전 72년), 포류장군(蒲類將軍)이 된 조충국은 흉노를 쳐 수백 명의 수급을 얻었고, 조정에 돌아와 후장군과 소부를 겸임하였다. 이후 흉노는 기병 십수 만을 동원하여 전한을 공격하려 하였는데, 이를 먼저 알아차린 조정에서는 조충국에게 기병 4만 명을 주어 변경에 주둔시키니 흉노는 물러갔다.
신작 원년(기원전 61년), 전한에 복속되어 있었던 강족의 무리 중 일부가 불온한 움직임을 보였다. 전한의 광록대부 의거안국(義渠安國)은 선령강(先零羌)의 수령 서른 명을 붙잡아 죽였고, 이에 나머지 무리가 반발하였다. 이때 조충국의 나이는 일흔이 넘었기 때문에 선제는 다른 사람을 쓰려 하였으나, 조충국은 이를 무릅쓰고 직접 진압에 나섰다.
조충국은 지구전을 펼쳐, 강족 무리에게 사면의 의사가 있음을 보였다. 선제는 조충국의 아들인 우조중랑장(右曹中郞將) 조앙(趙卬)에게 기문과 우림의 기병을 통솔하게 하였고, 또 죄수와 각 지방의 병력을 모아 6만 명을 동원하였다. 주천태수 신무현은 기병을 거느리고 우회하여 후방을 쳐 보급로를 끊자고 하였으나, 조충국은 이에 반대하였다.
선제는 허연수를 강노장군(強弩將軍)에, 신무현을 파강장군(破羌將軍)에 임명하였고, 조충국을 문책하였다. 그러나 조충국은 다시 반발하며 둔전을 건의하였다. 조정의 대신들 또한 조충국의 의견에 동조하니, 선제는 조충국의 의견을 받아들이는 한편 허연수·신무현으로 하여금 군대를 출발시키게 하였다. 허연수 등은 강을 물리치는 전과를 올렸고, 조충국은 이듬해에 귀환하였다. 이후 강 내부에서 반목이 일어나 반란은 진압되었고, 조충국은 후장군과 위위를 겸임하였다.
이 싸움으로 조충국과 신무현은 사이가 틀어졌고, 신무현이 조앙이 궁궐 내부의 비밀을 누설하였다고 고발하였기 때문에 조앙은 하옥되어 스스로 목숨을 끊었다. 조충국은 은퇴하였고, 감로 2년(기원전 52년)에 죽었다. 시호를 장(壯)이라 하였고, 작위는 아들 조홍이 이었다.

## 출전
- 반고, 《한서》 권18 외척은택후표· 권69 조충국신경기전
- 《삼로조관비》(三老趙寬碑)